# Lyncar L006
O  006  é o modelo da Lyncar das temporadas de 1974 e 1975 da F1. Foi guiado por John Nicholson.